# 推理小説 (小説)
『推理小説』（すいりしょうせつ）は、秦建日子による日本の推理小説。『刑事・雪平夏見シリーズ』の第1作。2004年12月7日に河出書房新社より単行本が刊行された。
2006年から2015年にかけてテレビドラマ・映画化された『アンフェア』シリーズ（関西テレビ制作・フジテレビ系）の原作となり、『推理小説』は連続ドラマの第4話までドラマ化された。

## あらすじ
新宿区の公園で、片方の眼球を抉り取られた会社員と女子高生の遺体が見つかった。通り魔か、計画殺人か、捜査一課の意見は割れる。現場からは「アンフェアなのは、誰か」と印刷された栞が発見される。
その後出版社に送られた、事件を予告する小説の原稿。犯人の要求は「事件を防ぎたければ小説の続きを落札せよ」というものだった。

## 登場人物

### 警視庁
雪平 夏見（ゆきひら なつみ）
捜査一課で検挙率No.1、大酒飲み、“無駄に美人”、バツイチ。
安藤 一之（あんどう かずゆき）
雪平の相棒。
山路 哲夫（やまじ てつお）
捜査一課長。
小久保（こくぼ）
捜査一課の刑事。
安本（やすもと）
捜査一課の刑事。
沢井（さわい）
捜査一課の刑事。
原口（はらぐち）
科捜研の技官。アニメオタク的風貌。

### 事件関係者
瀬崎 一郎（せざき いちろう）
神田神保町の出版社・岩崎書房の編集者。
栗山 創平（くりやま そうへい）
音羽出版編集者。瀬崎の元同僚で、唯一友人と呼べる存在。
龍居 まどか（たつい まどか）
都立高校3年生。17歳。
鈴木 弘務（すずき ひろむ）
印刷会社営業部長。42歳。
橋野 美樹（はしの みき）
W大学文学部4年生。ミステリ研究会所属。名探偵を意識した「フッフッフ」が口癖。
粕谷 理恵子（かすや りえこ）
W大学文学部4年生。ミステリ研究会所属。「T.H」という人物から不気味なメールを送られる。
田口 和志（たぐち かずし）
W大学文学部7年生。ミステリ研究会所属。芸能人にも知り合いがいて、爽やかで理知的な男性。理恵子の元恋人。2年前から久留米隆一郎のゴーストライターを務めている。
久留米 隆一郎（くるめ りゅういちろう）
ミステリ作家。いつも「復讐」をテーマにした、2時間程度で読み終わることができる作品を次々と出している。岩崎書房が主催する文学賞の選考委員長。
小沢 茉莉（おざわ まり）
久留米の秘書。雪平に匹敵する美貌の持ち主。
平井 唯人（ひらい ただひと）
W大学文学部ミステリ研究会所属。理恵子のことが好きだった。2年前に失踪し、現在行方不明。持込した原稿を瀬崎に酷評されたことがある。

## 書誌情報
- 単行本：2004年12月7日発売[1]、河出書房新社、ISBN 978-4-309-01686-3
- 文庫本：2005年12月22日発売[3]、河出文庫、ISBN 978-4-309-40776-0